# Église Saint-Pierre-et-Saint-Paul de Piedicroce
Pour les articles homonymes, voir Église Saint-Pierre-et-Saint-Paul.
L'église Saint-Pierre-et-Saint-Paul est une église paroissiale catholique située à Piedicroce en Haute-Corse. Construite à la fin du XVIIe siècle (elle est datée de 1691), elle est classée Monument historique en 1976.

## Architecture
L'église a été complétée par un clocher jouxtant le côté gauche de la façade principale. Cette façade occidentale présente un fronton triangulaire avec deux volutes flanquant le niveau supérieur, et une niche entièrement décorée de motifs peints : une coquille occupe la totalité de la voûte du cul-de-four.
Une restauration récente de la façade a mis en évidence une polychromie qui, appliquée aux éléments mouvementés du décor, contribue à affirmer le caractère baroque de l'ensemble.
L'intérieur est formé d'une nef unique et de sept chapelles latérales, richement décorées dans un style rococo. Le plafond est décoré de fresques représentant la Résurrection du Christ. Les murs présentent également une riche ornementation.

## Mobilier
L'édifice renferme de nombreuses œuvres, du XVIe siècle au XIXe siècle, propriété de la commune et toutes classées Monuments historiques. Ce sont :
- quatre tableaux :
  - Vierge à l'Enfant donnant le Rosaire à saint Dominique[3], de Constantini Emmanuello (peintre)
  - Vierge à l'Enfant entourée d'anges musiciens[4], sur bois peint
  - Saint Pierre et saint Paul[5]
  - L'Apothéose de saint Laurent[6]
- retable, tableau Les Saintes femmes au pied de la croix[7]
- retable, tableau L'Assomption de la Vierge[8]
- autel, retable, tableau La Vierge intercédant pour les âmes du purgatoire avec la Trinité, saint Michel et saint Pierre[9]
- autel, tabernacle, retable, deux statues : saint Pierre et saint Paul (maître-autel)[10]

- un orgue de tribune[11]. Auteurs : Spinola Giorgio (facteur d'orgues), Saladini Anton Pietro (facteur d'orgues) et Sals Alain (restaurateur). Il serait le plus ancien de Corse.
  - partie instrumentale de l'orgue[12]
  - buffet d'orgue ; tribune d'orgue[13] ; buffet probablement construit pour l'orgue de Giorgio Spinola en 1617-1619 pour la cathédrale Sainte-Marie de Bastia et transféré à Piedicroce vers 1844.
- chaire à prêcher, escalier[14]
- un chemin de croix[15]
- deux armoires[16].

## Galerie

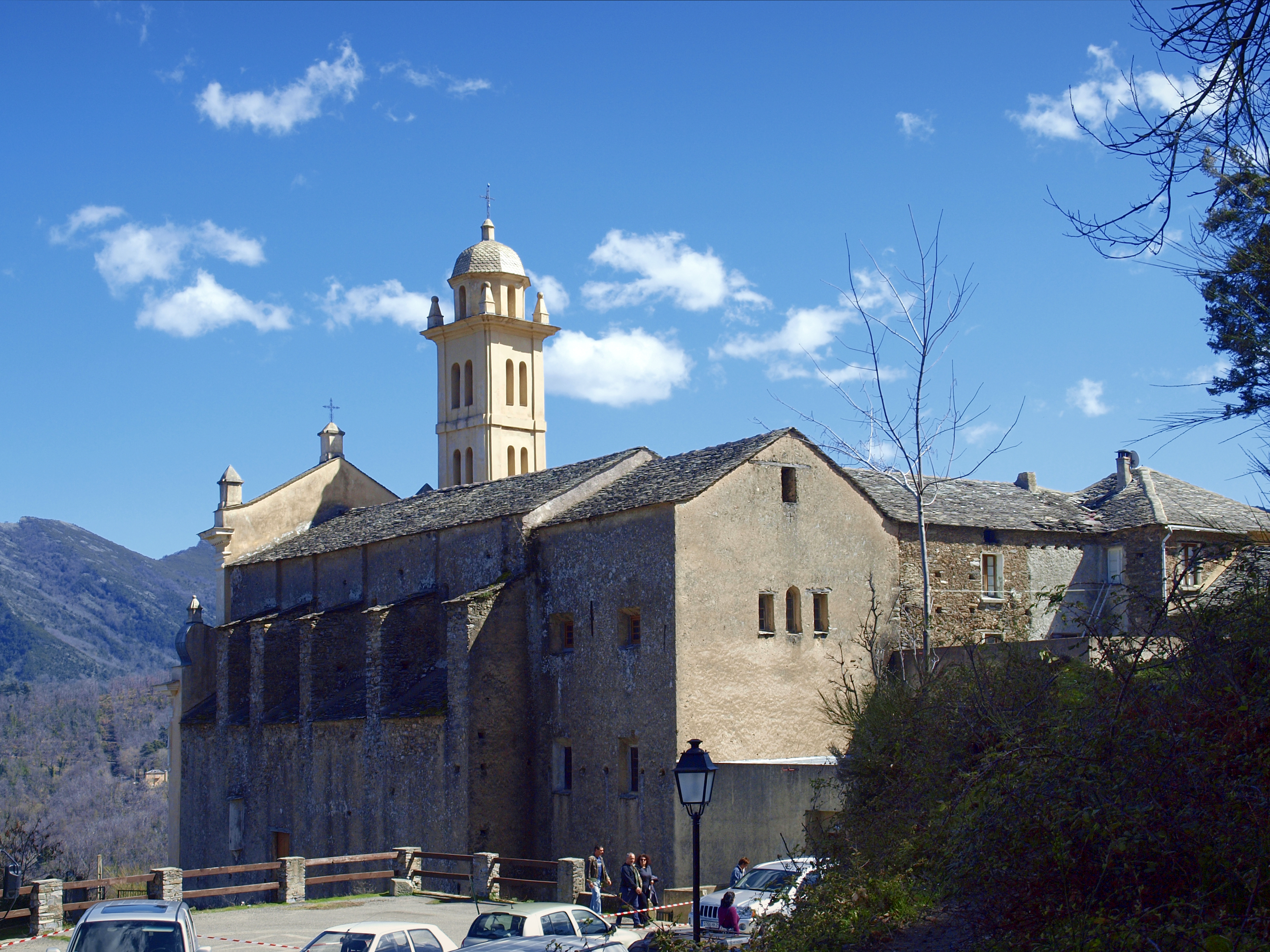
Église Saint-Pierre-et-Saint-Paul.
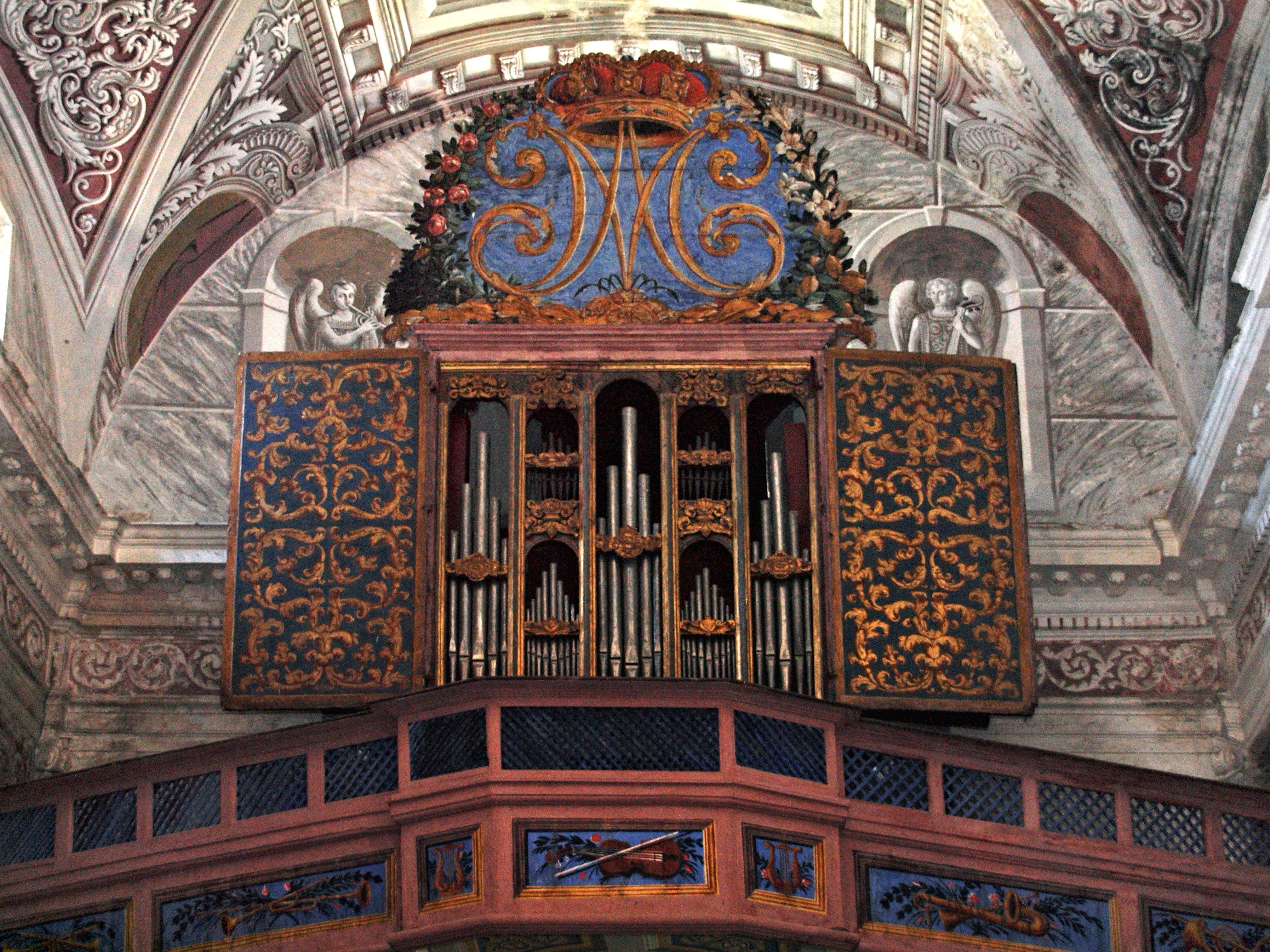
Orgue de tribune.
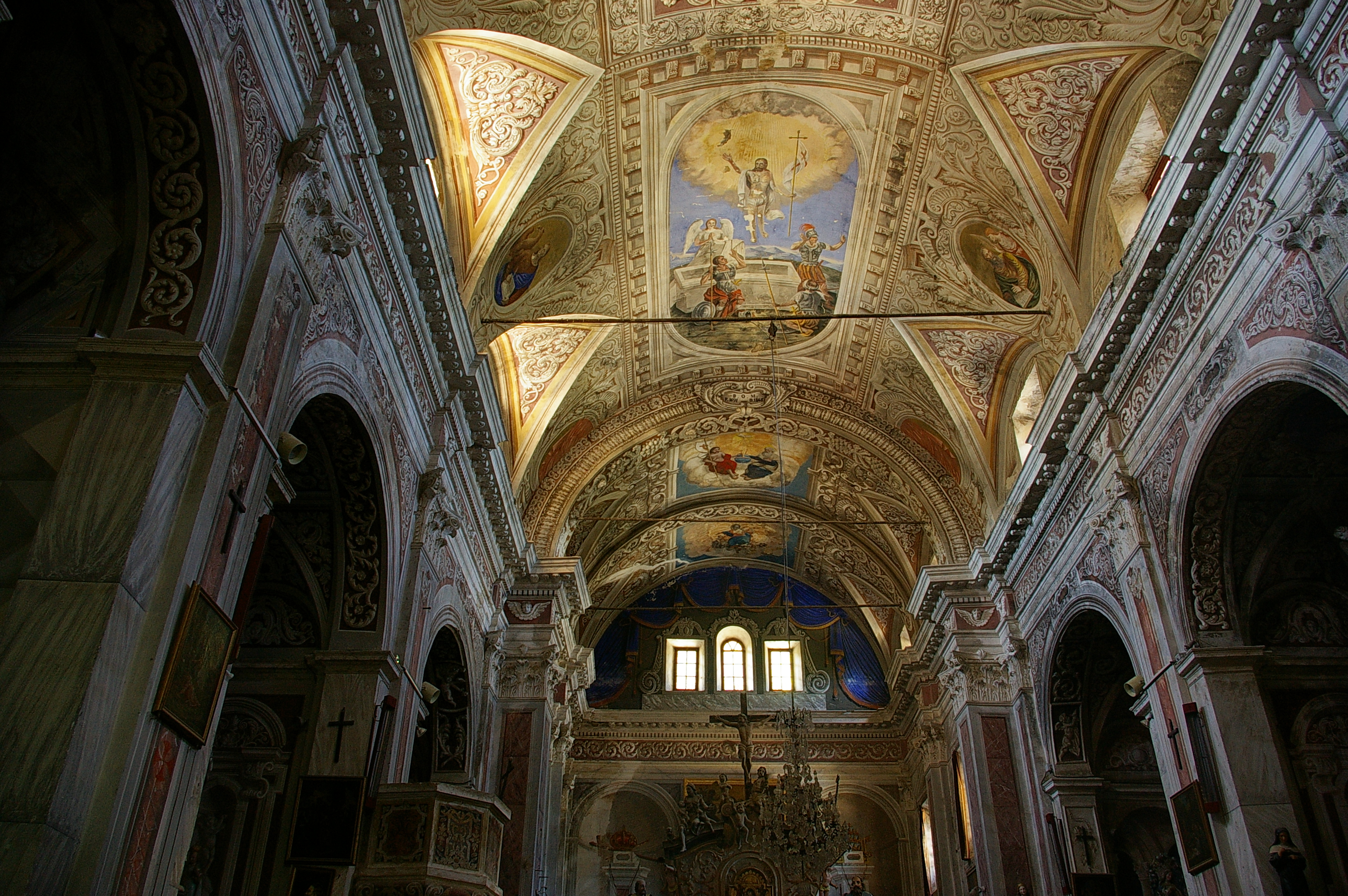
Voûte de l'église Saint-Pierre-et-Saint-Paul.